# Karl Tausig
Karl Tausig (ook wel Carl of Karol; 4 november 1841 – 17 juli 1871) was een Poolse componist, pianist en muziekpedagoog van Boheemse afkomst. Tausig behoort tot de grootste pianisten alle tijden.

## Leven
Tausig was de zoon van de vermaarde concertpianist-componist Aloys Tausig (1820-1885) die hem op 14-jarige leeftijd introduceerde bij Franz Liszt te Weimar. 
Door Liszt kwam Tausig in contact met Richard Wagner en werd een groot bewonderaar van hem en zijn muziek. Daar Tausig ook een groot bewonderaar was van Johannes Brahms en zijn muziek was hij een van de weinigen in de 19e eeuw die zowel de richting van Wagner-Liszt (Nieuwe Duitse school) als de klassieke richting van Brahms-Schumann volgde en propageerde.
Tausig ondernam vele concertreizen. Samen met Liszt maar ook alleen. Hij debuteerde in Berlijn in 1859 waar hij zich in 1865 definitief vestigde.
In Berlijn richtte hij in dat jaar een Schule des höheren Klavierspiels op. Een soort van conservatorium, maar dan alleen voor piano en voor uitzonderlijk getalenteerde studenten. De belangrijkste docent aldaar was Tausig zelf. Het instituut werd in 1870 opgeheven omdat Tausig bijna nooit aanwezig was vanwege een concerttour. Hij behield twee leerlingen: een prinses en een gravin.
Tausig overleed in Leipzig aan buiktyfus. Hij liet enkele werken voor piano na, waaronder een pianoconcert, en baarde veel opzien door zijn talrijke in pianistisch opzicht geraffineerde arrangementen van o.a. werken van Beethoven en Wagner.

## Pedagoog
In haar boek Music Study in Germany uit 1882 beschrijft Amy Fay – een Amerikaanse pianostudente die begin jaren 70 van de 19e eeuw in Duitsland pianostudies volgde bij o.a. Tausig en Liszt - het uiterlijk van Tausig en hoe hij als docent te werk ging:

... Taussig was klein van postuur en had een opvallend levendige uitdrukking in zijn ogen. Hij zag er net zo hoogmoedig en despotisch uit als Lucifer. Zijn handen waren zo klein dat ik me erover verwonder dat hij zo’n enorme virtuositeit kan bereiken. Zijn octavenspel grenst aan het ongelofelijke. 
Tijdens de les was hij haastig en ongeduldig. Als een leerling iets niet goed deed, pakte hij de muziek, smeet deze over de piano en zei: “studeer er een maand op en kom dan maar terug”. Hij vond altijd iets om zich over op te winden, zelfs als er geen aanleiding toe was, en de leerling mocht blij zijn als Tausig hem niet voor de hele klas belachelijk maakte. 
Toen ik een stuk van Schumann speelde, riep Tausig voortdurend: “verschrikkelijk, helemaal verschrikkelijk, ontzettend”, om na het slotakkoord te zeggen: “helemaal niet slecht” ...

Amy Fay vond Tausig een humeurig, wispelturig, verwend genie, in wiens handen ‘zijn’ conservatorium slechts een stuk speelgoed was.

## Werken voor piano
- Dagelijkse studies
- L’Espérance, Op.3
- Etude ‘Le Ruisseau’, Op.6
- 2 Concertetudes, Op.1b
- Das Geisterschiff, Op.1c
- Impromptu, Op.1a
- Introductie en Tarantella, Op.2
- 3 Paraphrasen über ‘Tristan und Isolde’
- Réminiscences de ‘Halka’, Op.2
- Rêverie, Op.5
- Ungarische Zigeunerweisen
- Valse-Caprice, Nrs 1-5

## Bewerkingen voor (solo) piano
- WTC I Bach
- Verschillende sonates van Scarlatti
- Koralen van Bach
- Strijkkwartetten van Beethoven
- Verschillende orkestwerken van Wagner
- Pianoconcert Nr.1 Chopin
- La Damnation de Faust van Berlioz